# Aechminellidae
De Aechminellidae zijn een familie van uitgestorven kreeftachtigen uit de klasse van de Ostracoda (mosselkreeftjes).

## Geslacht
- Balantoides Morey, 1935 †